# Adición+
Adición+ es el segundo álbum del grupo synthpop Mœnia. Fue publicado en 1999 por Universal Music y PolyDor.

## Información general
Ya con la voz de Alfonso Pichardo, Moenia lanza el disco Adición+, con canciones muy representativas del trío. La voz de Alfonso significó un cambio muy grande respecto a lo que el público ya estaba acostumbrado. La popularidad del disco los lleva a una gira por Norteamérica (incluyendo México) y Centroamérica, así como su primera presentación en el Auditorio Nacional en el año 2000.

## Lista de canciones[1]
| #  | Título            | Duración |
| -- | ----------------- | -------- |
| 1  | Quisiera adivinar | 4:18     |
| 2  | Sin gravedad      | 3:27     |
| 3  | No hay palabras   | 6:11     |
| 4  | Manto estelar     | 4:11     |
| 5  | No dices más      | 4:19     |
| 6  | El juego          | 3:40     |
| 7  | No hay fe         | 4:19     |
| 8  | Ya no es así      | 3:32     |
| 9  | Regreso a casa    | 4:21     |
| 10 | Adición           | 1:19     |
| 11 | Mirar atrás       | 7:21     |
| 12 | En esta noche     | 4:50     |

## Créditos

### Alineación
- Alfonso Pichardo
- Jorge Soto
- Alejandro Ortega

## Posicionamiento en listas
| Publicación | País           | Lista                                                   | Año  | Puesto |
| ----------- | -------------- | ------------------------------------------------------- | ---- | ------ |
| Alborde     | Estados Unidos | Los 250 álbumes más importantes del Rock Iberoamericano | 2006 | 176    |